# Sunnyi Melles
Sunnyi Melles (eredeti nevén Judith Victoria Melles, férjezett nevén Judith-Viktoria Prinzessin zu Sayn-Wittgenstein-Sayn) (Luxembourg, 1958. október 7. – ) magyar származású svájci színésznő, előadóművész, a Bajor Művészeti, a Német és az Osztrák Filmakadémiák tagja.
Melles Károly karmester és Rohonczy Judit színésznő lánya, Lóth Ila filmszínésznő unokája.

## Élete
Szülei hároméves korában elváltak, és édesanyja vele és bátyjával Luxemburgból Svájcba telepedett át. Mivel édesanyja hontalan volt, Sunnyi tizetöt éves koráig nem kapott útlevelet. Már gyermekként szerepelt színpadon, bakfiskora óta filmezik (Fred Haines: A prérifarkas Max von Sydow-val). 1978 és 1980 között a müncheni Otto-Falckenberg-Schuléban tanulta a színészmesterséget. 
Első szerződése a Münchner Kammerspieléhez kötötte. 1983-ban vendégszerepelt a bécsi Burgtheaterben, később a zürichi színházban is. 1990 és '93 között évente fellépett a Salzburgi Ünnepi Játékokon. 1993-as házasságkötése után néhány évre visszavonult a színpadtól. 2001-től a müncheni Bayerische Staatsschauspiel tagja volt, innen a bécsi Burgtheaterhez szerződött.
Rendszeresen közreműkődik narrátort igénylő zeneművek előadásán, illetve irodalmat és zenét ötvöző koncerteken.
A bajor főváros zsidó hagyományápoló egyesületének vezetőségi tagja, a Müncheni Zsidó Filmnapok programvezetője.

## Szerepei

### Drámákban
- Thomas Bernhard: Immanuel Kant – Milliomosnő
- Thomas Bernhard: A tudatlan és az őrült – Éj királynője
- Bertolt Brecht: Dobszó az éjszakában – Auguste
- Georg Büchner: Danton halála – Lucile
- Anton Csehov: Ványa bácsi – Jelena Andrejevna
- Tankred Dorst: Merlin, avagy A puszta ország – Blanchefleur
- Johann Wolfgang von Goethe: Faust – Margit
- Hugo von Hofmannsthal: Akárki – [Akárki] ágyasa
- Ödön von Horváth: Mesél a bécsi erdő – Valerie
- Henrik Ibsen: Ha mi holtak felébredünk – Maja
- Heinrich von Kleist: Heilbronni Katica – Egy öreg nagynéni
- Gottfried Lessing: Emilia Galotti – címszerep
- Jean Racine: Phaedra – címszerep
- Yasmina Reza: Az öldöklés istene – Annette
- Friedrich Schiller: Don Carlos – Erzsébet királyné
- Stefan Schütz: Héloïse és Abélard – Héloïse
- William Shakespeare: Troilus és Cressida – Cressida
- William Shakespeare: Ahogy tetszik – Juci
- William Shakespeare: Cymbeline – Imogen
- William Shakespeare: Othello – Desdemona
- William Shakespeare: Szeget szeggel – Izabella
- Carl Sternheim: A sznob – Marianne Palen
- Botho Strauß: Kalldewey, Farce – M
- Botho Strauß: Zárókar – Delia

### Egyéb szerepei
- Herbert Chappell: Paddington mackó első koncertje (melodráma) – narrátor
- Claude Debussy: Szent Sebestyén vértanúsága (misztériumjáték) – narrátor
- Edvard Grieg: Peer Gynt (kísérőzene) – [női szerepek]
- Gordon Kampe−Brigitte Werner: Wum und Bum und die Damen Ding Dong – narrátor
- Carl Orff: Die Bernauerin (opera) – Agnes Bernauer
- Francis Poulenc: Babar, a kiselefánt története (melodráma) – narrátor
- Szergej Prokofjev: Romeo és Júlia (balett) – Lady Capulet
- Szergej Prokofjev: Péter és a farkas – narrátor
- Arnold Schönberg: Gurre-Lieder (oratórium) – narrátor
- Arnold Schönberg: Óda Napoleon Buonapartéhoz (melodráma) – narrátor
- Arnold Schönberg: Egy varsói életbenmaradott (kantáta) – narrátor
- Tristan Schulze: Paul utazása (melodráma) – narrátor
- Sunnyi Melles Mozart Bäsle-leveleit olvassa fel. Összeáll. és rend. George Tabori

## Filmjei

### Mozifilmek
- Der Steppenwolf (svájci–angol–francia–olasz–amerikai, 1974)
- Wer spinnt denn da, Herr Doktor? (nyugatnémet, 1982)
- Die wilden Fünfziger (nyugatnémet, 1983)
- Drei gegen drei (nyugatnémet, 1985)
- Paradies (nyugatnémet, 1986)
- Der wilde Clown (nyugatnémet, 1986)
- ’38 (osztrák–nyugatnémet, 1986)
- Maschenka (nyugatnémet–angol–francia–finn, 1987)
- Faust – Vom Himmel durch die Welt zur Hölle (nyugatnémet, 1988)
- Geld (nyugat-német, 1989)
- Der Atem (svájci–nyugatnémet–osztrák, 1989)
- Ich schenk dir die Sterne (francia–osztrák–német, 1991)
- Jezerní královna (cseh–német, 1998)
- Long Hello and Short Goodbye (német, 1999)
- Mister Boogie (német, 2000)
- Olgas Sommer (francia–német, 2002)
- Oktopus (német, 2002, rövidfilm)
- Snow White (svájci–osztrák, 2005)
- Falco – Verdammt, wir leben noch! (osztrák–német, 2008)
- A Baader-Meinhof csoport (német–francia–cseh, 2008)
- 1 és 1/2 lovag – Az elbűvölő Herzelinde hercegnő nyomában (német, 2008)
- Buddenbrooks (német, 2008)
- Effi Briest (német, 2009)
- Unter Strom (német, 2009)
- Giulias Verschwinden (svájci, 2009)
- Vision – Aus dem Leben der Hildegard von Bingen (német–francia, 2009)
- Nanga Parbat (német, 2010)
- Hanni & Nanni (német, 2010)
- Rubbeldiekatz (német, 2011)
- Zettl (német, 2012)
- Die Libelle und das Nashorn (német, 2012)
- Frisch gepresst (német, 2012)
- Die Vermessung der Welt (német–osztrák, 2012)
- Ein schmaler Grat (német, 2013)
- Die Erfindung der Liebe (német–luxemburgi, 2014)
- Einmal bitte alles (német, 2017)
- Grüner wird's nicht, sagte der Gärtner und flog davon (német, 2018)
- Safari: Match Me If You Can (német, 2018)
- Wolkenbruchs wunderliche Reise in die Arme einer Schickse (svájci, 2018)
- Narziss und Goldmund (német, 2020)
- Enfant Terrible (német, 2020)

### Tévéfilmek és -műsorok

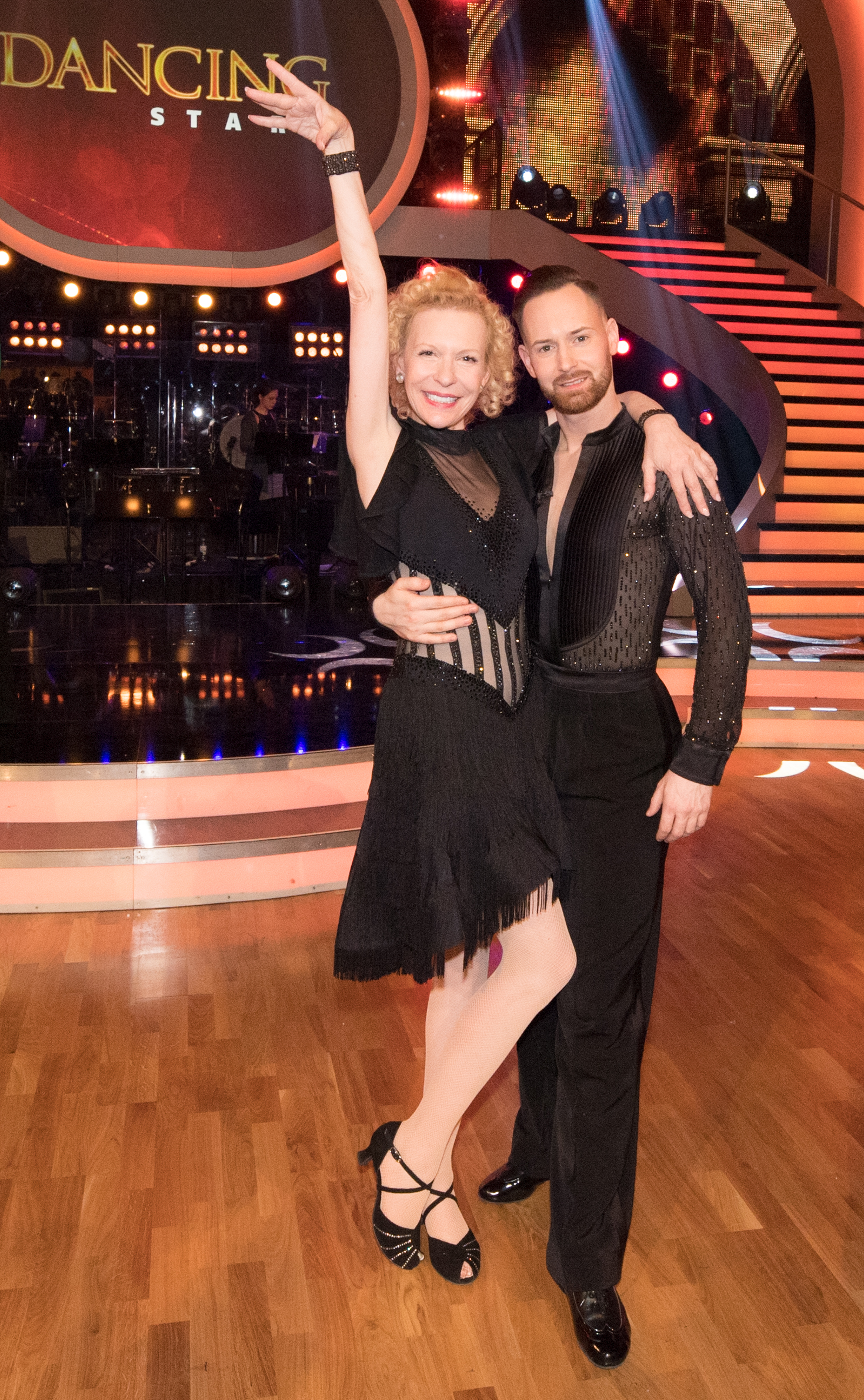
Sunnyi Melles és táncpartnere, Florian Vana az ORF Dancing Stars c. műsorának 12. évadjában (2019)

- Parole Chicago (nyugatnémet, SWF, sorozat, 1979–)
- Derrick ([nyugat]német, ZDF, 1981, 1994)
- Die Leidenschaftlichen (svájci – nyugatnémet, SRG–ZDF, tv-film, 1982)
- Die unsterblichen Methoden des Franz Josef Wanninger, 5. évad (nyugat-német, sorozat, 1982)
- Rote Erde, 1. évad (nyugat-német, sorozat, 1983)
- Tetthely (nyugatnémet–osztrák, ARD–ORF–SRG, sorozat, 1983, 2008, 2015)
- Troilus und Cressida (nyugatnémet, ZDF, közvetítés a Münchner Kammerspieléből, 1987)
- Cinéma (francia–belga–olasz–spanyol, RAI–RTBF–TV 1–TVE–Télécip, sorozat, 1988)
- Eurocops, 3. évad (svájci–nyugatnémet, sorozat, 1989)
- Mit den Clowns kamen die Tränen (nyugat-német, sorozat, 1990)
- Maigret, 2. évad (francia–belga–svájci, sorozat, 1992)
- Stockinger (osztrák, Sat.1, sorozat, 1996–1997)
- Insel der Furcht (német, tv-film, 1997)
- Die Rättin (német–osztrák–svájci, Arte–HR–MDR, tv-film, 1997)
- Die Bernauerin (osztrák, közvetítés a bécsi Volksoperből, 1997)
- Balzac (francia–olasz–német, TF 1, tv-film, 1999)
- Cymbelin (német, 2000)
- Siska (német, NMF–ZDF, sorozat, 2000–2005)
- Rex felügyelő, 9. évad (osztrák–német, Sat.1, sorozat, 2002)
- Onkel Wanja (német, tv-film, 2004)
- Wellen (német, tv-film, 2005)
- Der Bulle von Tölz (német, Sat.1, sorozat, 2005)
- Pfarrer Braun (német, sorozat, 2006)
- Franziskas Gespür für Männer (német, ZDF, tv-film, 2006)
- Afrika, mon amour (német, sorozat, 2007)
- Stolberg, 2. évad (német, ZDF, sorozat, 2007)
- SOKO München (német, ZDF, sorozat, 2007–2010)
- Krupp – Eine deutsche Familie (német, sorozat, 2009)
- A rendőrség száma 110 (német, DFF, sorozat, 2009)
- Die kluge Bauerntochter (német, MDR, 2010)
- Te szent ég! (német, MDR–NDF, sorozat, 2010)
- Die Verführerin Adele Spitzeder (német–osztrák, tv-film, 2012)
- Der Heiratsschwindler und seine Frau (német, ZTF, tv-film, 2012)
- Das Adlon. Eine Familiensaga (német, ZDF, sorozat, 2013)
- Die Millionenshow, 34. különkiadás a bécsi AIDS-bál javára (osztrák, ORF, sorozat, 2014)
- The Team (svájci–osztrák–német–belga–dán, sorozat, 2015)
- Dr. Klein, 2. évad (német, sorozat, 2015)
- SOKO Stuttgart (német, sorozat, 2016)
- Seitentriebe (svájci, sorozat, 2018)
- Ich und R (német–cseh–osztrák, BR–ARD, tv-film, 2018)
- Kaisersturz (német, tv-film, 2018)
- Universum History (osztrák, ORF, sorozat, 2019)
- Dancing Stars, 12. évad (osztrák, ORF, sorozat, 2019)

## Díjai, elismerései
- 1984 – a Német Előadóművészeti Díj Chaplin-cipője (Legjobb pályakezdő színésznő)
- 1984 – „Az év művésze” (Münchner Theaterzeitung)
- 2000 – Satyr-Knöpfe („Kora legjelentősebb színésznője”)
- 2004 – „Az év színésznője” (Theater heute)
- 2004 – Bajor Érdemrend
- 2005 – Nestroy-díj (Legjobb színésznő)
- 2008 – Felső-bajorországi Művészeti Díj
- 2009 – Merkur Színházi Díj